# Pseudoleskea korjakorum
Pseudoleskea korjakorum là một loài Rêu trong họ Leskeaceae. Loài này được Lazarenko mô tả khoa học đầu tiên năm 1945.